# الفی مناش
الفی مناش (به لاتین: Alfei Menashe) یک منطقهٔ مسکونی در اسرائیل است که در یهودا و شومرون واقع شده‌است.

## خصوصیات
الفی مناش ۸٬۰۰۰ نفر جمعیت دارد.